# Back Cirque
Der Back Cirque ist ein nach Osten ausgerichteter Bergkessel im Südosten der westantarktischen Adelaide-Insel. Er liegt nördlich des Sloman-Gletschers und stellt eine Einbuchtung an der Südseite eines Gebirgskamms dar, der in der Princess Royal Range vom südöstlichen Teil des Mount Liotard ausgeht.
Das UK Antarctic Place-Names Committee benannte ihn 1982 nach Eric Kenneth Prentice Back (* 1942) vom British Antarctic Survey, der neben seiner Tätigkeit auf der Adelaide-Station und in Grytviken die Signy-Station (1974–1975), die Halley-Station (1975–1976), die Faraday-Station (1977–1978) und die Rothera-Station (1978–1979) geleitet hatte.